# Conciliazione
Conciliazione (Cenacolo Vinciano) – stacja metra w Mediolanie, na linii M1. Znajduje się na piazza della Conciliazione, w Mediolanie i zlokalizowana jest pomiędzy stacjami Cadorna a Pagano. Została otwarta w 1964.